# راما نافامي

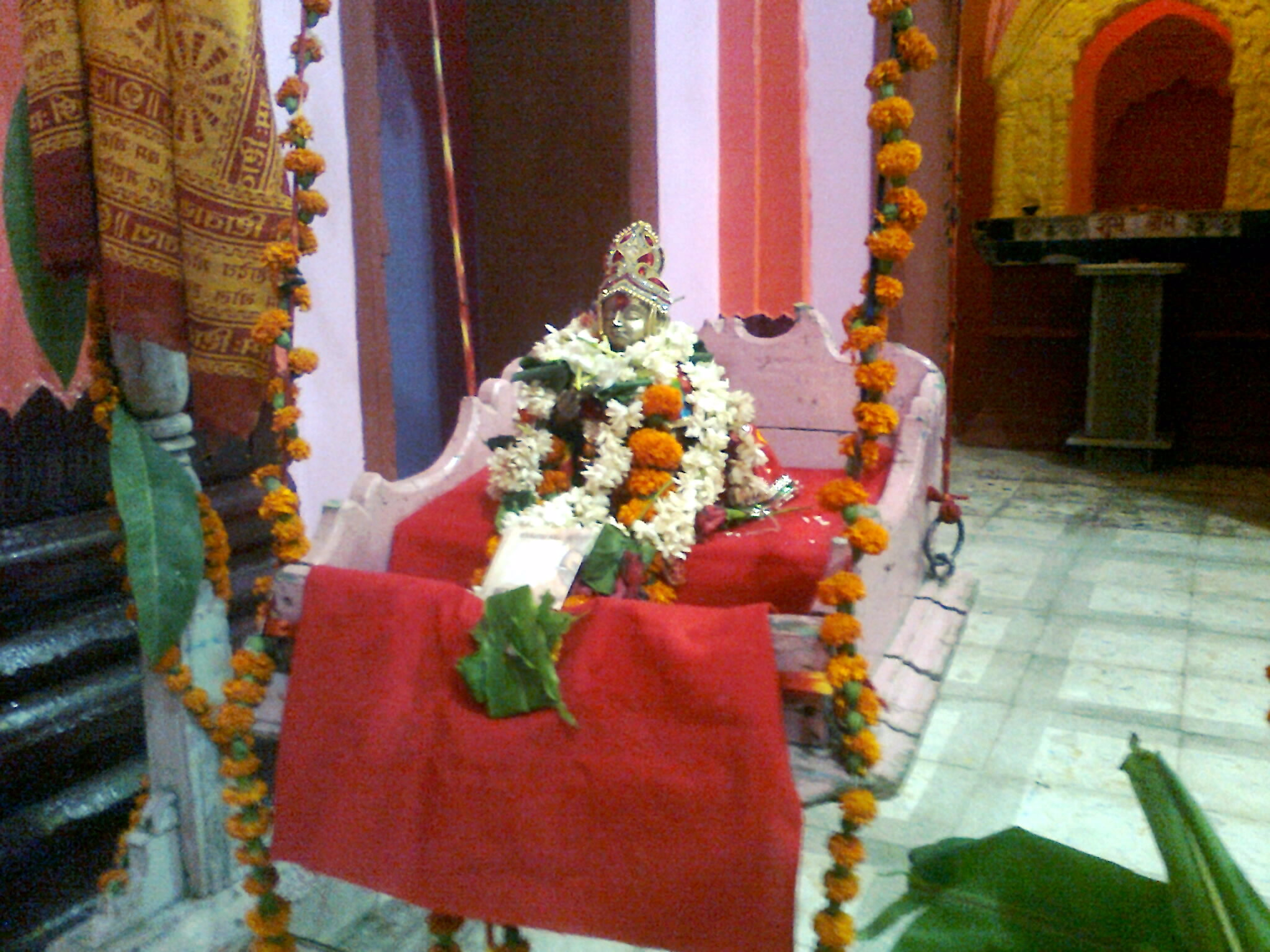
راما الطفل.

راما نافامي (بالإنجليزية: Rama Navami)‏ هو مهرجان هندوسي للاحتفال بعيد راما والملكة أيوديا (Ayodhya). تقام هذه الاحتفالات في الهند لمدة 9 أيام. وتقوم بعض مراسيم هذا الحفل بالسباحة في النهر المقدس.